# باتيسيران

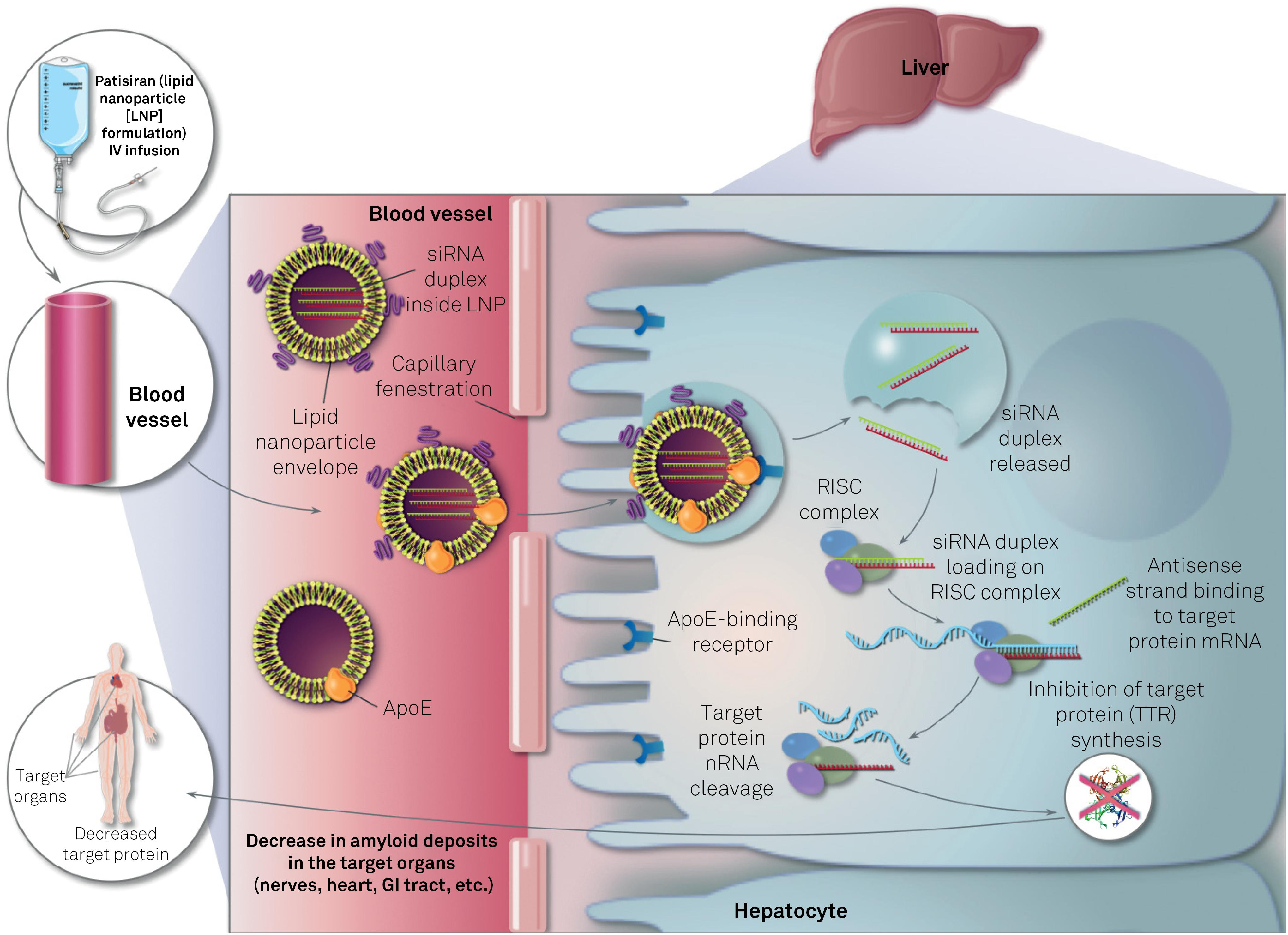
آلية عمل باتيسيران

باتيسيران (Patisiran)، الذي يُباع تحت الاسم التجاري أونباترو (Onpattro)، هو دواء يستخدم لعلاج اعتلال الأعصاب لدى الأشخاص المصابين بالداء النشواني الوراثي المتواسط بالترانسثيريتين. و يعطى عن طريق الحقن التدريجي في الوريد. 
تشمل الآثار الجانبية الشائعة لهذا الدواء على؛ عدوى الجهاز التنفسي العلوي و ضيق التنفس و تشنجات العضلات و آلام المفاصل والاحمرار والدوخة.  قد تشمل الآثار الجانبية الأخرى نقص فيتامين أ .  أما السلامة أثناء الحمل فغير واضحة. على الرغم من أن الأدلة تظهر إلحاق الضرر في الحيوانات الأخرى.  إنه قطعة صغيرة من الحمض النووي الريبي (RNA) تمنع إنتاج هرمون الترانسثيريتين غير الطبيعي.
تمت الموافقة علسه للاستخدام الطبي في أوروبا و الولايات المتحدة في عام 2018.   و في المملكة المتحدة، تكلف القارورة الواحدة التي تحتوي على 10 ملغ هيئة الخدمات الصحية الوطنية حوالي 7700 جنيه إسترليني اعتبارًا من عام 2021. هذا القدر في الولايات المتحدة يكلف حوالي 10000 دولار أمريكي. 